# Requiem Apocalyptique
Requiem Apolyptique is het derde studioalbum van de Franse multi-instrumentalist Guillaume de la Pilière. Na zijn overstap van Versailles naar Mona Lisa werd het een tijd stil rond de la Pilière. Het album kwam in 2008 dan ook redelijk onverwachts uit. Op het album componeert hij alle muziek, bespeelt hij alle instrumenten, zingt zelf en heeft zelf ook de aparte hoes ontworpen. Het album (althans de eerste versie) heeft de vorm van een spitsboogvenster; bij openklappen blijkt het een drieluik. Het album bevat progressieve rock vanuit haast alle subgenres en is gitaargeoriënteerd. Invloeden van vroege Genesis met Steve Hackett, Camel, Yes en King Crimson zijn naast andere duidelijk herkenbaar.
Er staat maar één song op het album; Requiem Apolyptique. Motto van het album: A chaque epoque son art; A chaque art sa liberté.